# 渡辺逸郎
渡辺 逸郎（わたなべ いつろう、1901年9月5日 - 1991年7月5日）は、日本の経営者。日本板硝子社長を務めた。

## 経歴
大阪府出身。1923年に神戸商業大学を卒業し、1924年に日本板硝子に入社。1946年5月に取締役に就任し、常務、専務を経て、1962年5月に社長に就任。1968年11月に会長に就任し、1971年5月に取締役相談役、同年11月に相談役を経て、1976年6月に特別顧問に就任。
1969年4月に藍綬褒章を受章し、1983年4月に勲三等瑞宝章を受章。
1991年7月5日、心不全のために死去。89歳没。